# Oleg Imrekov
Oleg Yevguénievich Imrekov (en ruso: Олег Евгеньевич Имреков; 10 de julio de 1962 - 26 de enero de 2014) fue un jugador de fútbol profesional ruso. 
Sus hijos gemelos Arkadi Imrekov y Viktor Imrekov son futbolistas profesionales.

## Carrera
Durante su carrera, jugó en la Unión Soviética y los equipos rusos "Torch" (Tyumen), "Irtysh" (Omsk), CSKA (Moscú), "Rotor" (Volgogrado), "Chernomorets" (Odessa), "Spartak" (Moscú), "Chernomorets "(Novorossiysk)," Dynamo "(Shatura), así como en el club austríaco "Stahl "(Linz). Al término de su carrera como jugador, trabajó como entrenador ен "Zenit" (Moscú).